# Melioration (Linguistik)
Eine Melioration (lat. melior „besser“) ist in der Linguistik der Bedeutungswandel eines Wortes zu einem besseren Beiklang hin.
Das Gegenteil der Melioration ist die Pejoration.

## Beispiele
Meliorationen sind seltener als Pejorationen. Trotzdem gibt es einige Pejorativa, deren ursprüngliche (negative) Bedeutung nahezu verloren gegangen ist. Fallweise passiert es, dass eine abwertend gemeinte Bezeichnung von der betreffenden Gruppe aufgegriffen und neu definiert wird. Es ist umstritten, ob z. B. das Wort „schwul“ bereits in diese Gruppe einzuordnen ist.

### Marschall
So bezeichnete das althochdeutsche Wort ‚mar-schalc‘ einen Pferdeknecht, das moderne ‚Marschall‘ einen hohen militärischen Rang.

### Ratatouille
Eigentlich eine nur wenig appetitliche volkstümliche provenzalische Bezeichnung für Restefraß, heute ist aber das bunte Gemüse-Ragoût Ratatouille ein beliebter Bestandteil nicht nur der südfranzösischen Küche.

### Gotik
Die Bezeichnung „Gotik“ (ital. gotico „fremdartig“, „barbarisch“; ursprünglich ein Schimpfwort, abgeleitet von der Bezeichnung des Germanenstammes der Goten) wurde in der Renaissance durch den italienischen Kunsttheoretiker Giorgio Vasari geprägt, der damit seine Geringschätzung der mittelalterlichen Kunst gegenüber dem „goldenen Zeitalter“ der Antike ausdrückte. Auch wenn die Bewertung Vasaris heute nicht mehr geteilt wird, wurde diese Bezeichnung übernommen.

### Mittelalter
Der Begriff Mittelalter wurde erstmals im 14. Jahrhundert von italienischen Humanisten eingeführt, die damit zugleich auch das Verständnis der eigenen Epoche als Epoche der Wiedergeburt (Renaissance) begründeten. Aus humanistischer Sicht war das Mittelalter ein „dunkles Zeitalter“, eine Epoche des Zerfalls und des Niedergangs, in der der Entwicklungsstand der Antike verloren ging, um erst in der eigenen Zeit durch die Wiederentdeckung antiker Quellen und antiker Stilnormen zum Gegenstand der Nachahmung oder sogar Überbietung zu werden.
Der Begriff des Mittelalters hat sich in der Folgezeit dann als Epochenbegriff mit tendenziell abwertender Bedeutung etabliert. Eine dezidiert positive Neubewertung, zum Teil verbunden mit nostalgischer Verklärung und mit dem Bedürfnis nach Bestimmung der eigenen christlichen oder nationalen Wurzeln und Identität, kam erst in der Zeit der ausgehenden Aufklärung und besonders dann in der Romantik auf und war seit dem Ausgang des 18. Jahrhunderts ein wesentlicher Antrieb für die verstärkte philologische und historische Beschäftigung mit dem Mittelalter.

### Österreichische Schule
Nationalökonomie: Der Ausdruck Österreichische Schule (oder auch Wiener Schule) wurde dabei zunächst von Vertretern der historischen Schule gebraucht und sollte den Kreis um Carl Menger als provinziell abwerten. Die Österreicher nahmen ihn aber bald selbst an und zitierten später gerne polemisch ihre Gegner, die sich selbst zunächst positiv gemeint als „intellektuelle Leibgarde des Hauses Hohenzollern“ bezeichnet hatten.

### Freigeist
Heute: Jemand, der sein Denken von den verzerrenden Einflüssen seiner Umwelt befreit hat.
Ursprünglich: vor allem im Deutschland des 18. Jahrhunderts verbreitete und seinerzeit eher abwertende Bezeichnung für einen Menschen, der unabhängig von gesellschaftlich etablierter Religion denkt und handelt.

### Cobalt, Nickel und Wolfram
Cobalterze sind schon seit langer Zeit bekannt. Im Mittelalter wurden sie häufig für wertvolle Silber- und Kupfererze gehalten. Da sie sich aber nicht verarbeiten ließen und wegen des Arsengehaltes beim Erhitzen giftige Dämpfe abgaben, wurden sie als verhext angesehen. Angeblich hätten Kobolde das kostbare Silber aufgefressen und an seiner Stelle wertlosere silberfarbene Erze ausgeschieden. Diese Erze wurden von den Bergleuten dann mit Spottnamen wie Nickel, Wolfram (etwa „Wolfsspucke“) und eben Kobolderz, also Cobalt belegt.

### Wissenschaftler
„Wissenschaftler“ ist im 18. Jahrhundert als abschätzige Bezeichnung zu „Wissenschaft“ gebildet worden, neben dem neutralen Ausdruck „Wissenschafter“, der heute nur in Österreich und der Schweiz die gängige Variante ist, während „Wissenschaftler“ in Deutschland seine abwertende Konnotation vollständig verloren hat.

### Weitere Meliorationen
- Impressionismus
- Philister (Studentenverbindung)
- Hugenotten